# Franca Afegbua
Franca Afegbua (Okpella, 20 ottobre 1943 – Benin City, 12 marzo 2023) è stata una politica nigeriana.
Fu la prima donna senatrice del suo Paese.

## Biografia
Nata a Okpella nel 1943, conseguì il diploma di studi superiori a Sofia, in Bulgaria. Lavorò per diversi anni come parrucchiera in un rinomato centro estetico di Lagos. Nel 1983, quando annunciò la sua intenzione di candidarsi per un seggio senatoriale a Bendel, pochi pensavano che potesse venire eletta, anche perché il partito per il quale lei si presentava, il National Party of Nigeria, era all'opposizione. Ma la donna, che aveva già raggiunto una certa popolarità per aver vinto un concorso internazionale di acconciatura nel 1977, profuse ogni suo sforzo per centrare l'obiettivo e vi riuscì, sconfiggendo il contendente John Umolu sia pur di misura.
Franca Afegbua è morta nel 2023, quasi ottantenne.